# Villa Basilica
Villa Basilica ist eine italienische Gemeinde mit 1470 Einwohnern (Stand 31. Dezember 2023) in der Provinz Lucca in der Toskana.

## Geografie

Lage der Gemeinde Villa Basilica in der Provinz Lucca

Villa Basilica liegt im Tal Valle Ariana (auch Valleriana) etwa 15 km nordöstlich der Provinzhauptstadt Lucca und rund 52 km nordwestlich der Regionalhauptstadt Florenz in der klimatischen Einordnung italienischer Gemeinden in der Zone E, 2 924 GG. Das wichtigste Gewässer im Gemeindegebiet ist der Fluss Pescia di Collodi (auch Pescia minore genannt), der 11 seiner 30 km im Gemeindegebiet verbringt und östlich des Ortszentrum fließt.
Zu den Ortsteilen (frazioni) gehören Botticino (240 m, ca. 140 Einwohner), Boveglio (700 m, ca. 140 Einwohner), Colognora (562 m, ca. 100 Einwohner), Pariana (585 m, ca. 280 Einwohner), Pizzorne (842 m, ca. 20 Einwohner) und Pracando (350 m, ca. 100 Einwohner). Der Hauptort Villa Basilica hat ca. 500 Einwohner.
Die Nachbargemeinden sind Bagni di Lucca, Borgo a Mozzano, Capannori und Pescia (PT).

## Geschichte
Die ersten Einwohner der Siedlung hatten bereits Beziehungen zu den Etruskern. Danach herrschten die Ligurer über den Ort. Unter den Römern entstand um die Via Clodia, die mit der Via delle Cartiere (heutige Strada Provinziale SP 35) ein Teilstück darstellte, das im Ortsgebiet liegt. Nach dem Verfall des römischen Imperiums herrschten die Langobarden. Villa Basilica wurde im Mai 774 erstmals urkundlich erwähnt. 1258 unterwarf sich der Ort der Herrschaft von Lucca. Nach einer kurzen Periode unter Pisaner Herrschaft kehrte der Ort zu Lucca zurück und wurde 1316 von Castruccio Castracani seinem Verwandten Azzo dei Conti di Gragnano als Lehen übergeben. Nach dem Tod von Castruccio Castracani fiel der Ort wieder an Pisa zurück, das die Herrschaft bis 1369 behielt und dann von Lucca und Karl IV. besiegt wurde. Im Konflikt zwischen Lucca und Florenz wurde der Ort 1429 von Niccolò Fortebraccio im Dienste der Fiorentiner stark beschädigt und besetzt. Unter Sigismund kehrte der Ort kurz zu Lucca zurück, wurde aber bereits kurz darauf wieder von Florenz besetzt. Erst 1441 unterstand Villa Basilica wieder der Luccheser Herrschaft. Die Pestepidemie von 1631 halbierte die Bevölkerung und führte zu einem erheblichen Niedergang der Wirtschaft und der Bedeutung des Ortes.
1883 wurden die bis dahin Villa Basilica zugehörigen Ortsteile Pontito und Stiappa Pescia zugeteilt. Ein Jahr später folgten Collodi und Veneri. Aramo, Fibbialla, Medicina und San Quirico gingen 1890 zu Pescia über.

## Sehenswürdigkeiten
- Villa Basilica hat ein historisches Zentrum mit mittelalterlichen Befestigungsanlagen, die ab dem 12. Jahrhundert entstanden und mehrfach erneuert und ausgebaut wurden.[5]
- An der Piazza liegt die Pfarrkirche (Pieve) Santa Maria Assunta, die im 12. und 13. Jahrhundert erbaut wurde. Sie entstand aus der Kirche San Benedetto[5] aus dem frühen 9. Jahrhundert (im März 800 erwähnt[4]). Der Campanile stammt aus dem 12. Jahrhundert und entstand aus einem vorher erbauten Befestigungsturm. Der zweite Altar rechts enthält das Werk Crocifisso von Berlinghiero Berlinghieri (13. Jahrhundert).[10]
- Rocca di Villa Basilica, Burg oberhalb des Ortszentrums, wurde am Anfang des 13. Jahrhunderts errichtet.[5]
- Der Palazzo Comunale wurde im 16. Jahrhundert errichtet.
- Castello di Boveglio, erstmals 757 erwähnte Befestigungsanlage, liegt im heutigen Ortsteil Boveglio.[7]
- Chiesa dei Santi Jacopo e Ginese, bereits 1086 als Pieve erwähnte Kirche im Ortsteil Boveglio. War zunächst den hl. Ginesio e Giovanni gewidmet und wurde im 17. Jahrhundert stark verändert. Enthält ein Tabernakel, das dem Matteo Civitali zugeordnet wird. Das Oratorio della Misericordia liegt der Kirche an.[11]
- Torre dell’Orologio, Uhrturm im Ortsteil Boveglio, der spätestens im 14. Jahrhundert entstand.[11]
- Chiesa di San Michele, Kirche im Ortsteil Colognora, die spätestens im 15. Jahrhundert entstand und im 16. Jahrhundert erheblich erweitert wurde. Der Hochaltar enthält von Simone Carretta ein Gemälde mit der Vergine col Bambino, Santa Caterina di Alessandria, San Michele und den heiligen Michele Arcangelo, Simone, Giuda, Pietro und Giovanni Battista.[12]
- Museo del Castagno (Kastanienmuseum), liegt im Ortsteil Colognora. Entstand 1985.[13]

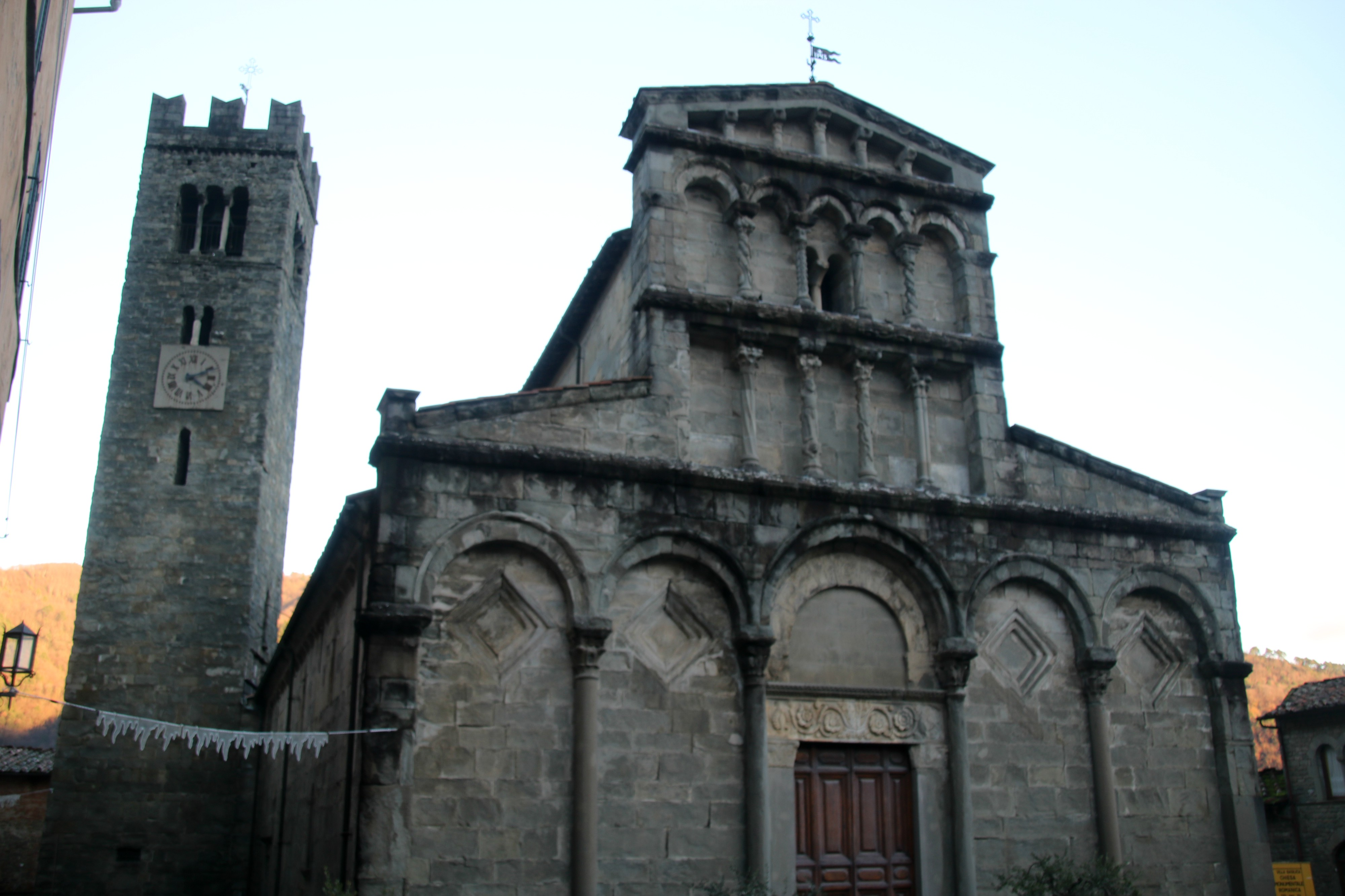
Die Pieve Santa Maria Assunta im Ortskern
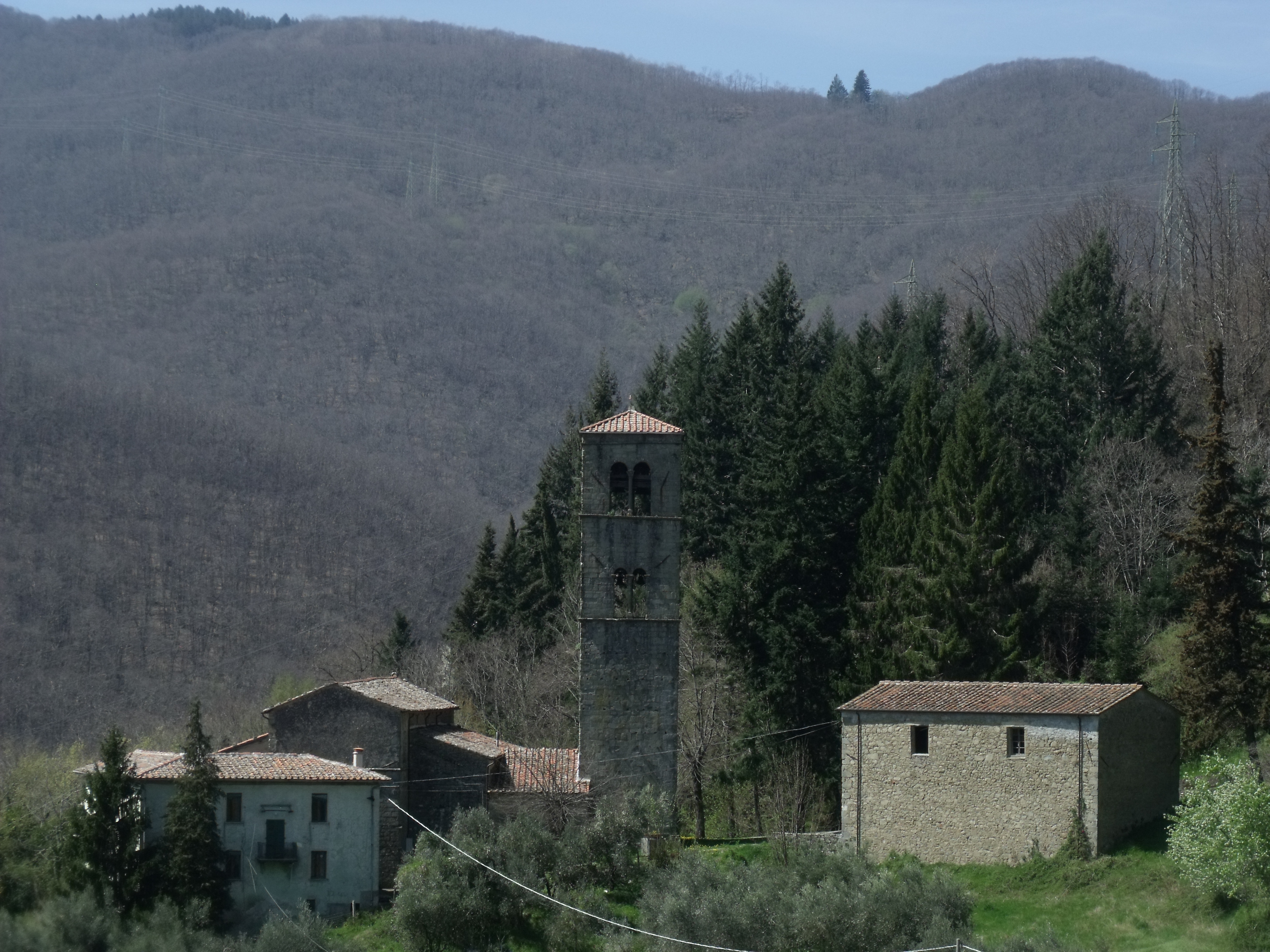
Santi Jacopo e Ginese im Ortsteil Boveglio
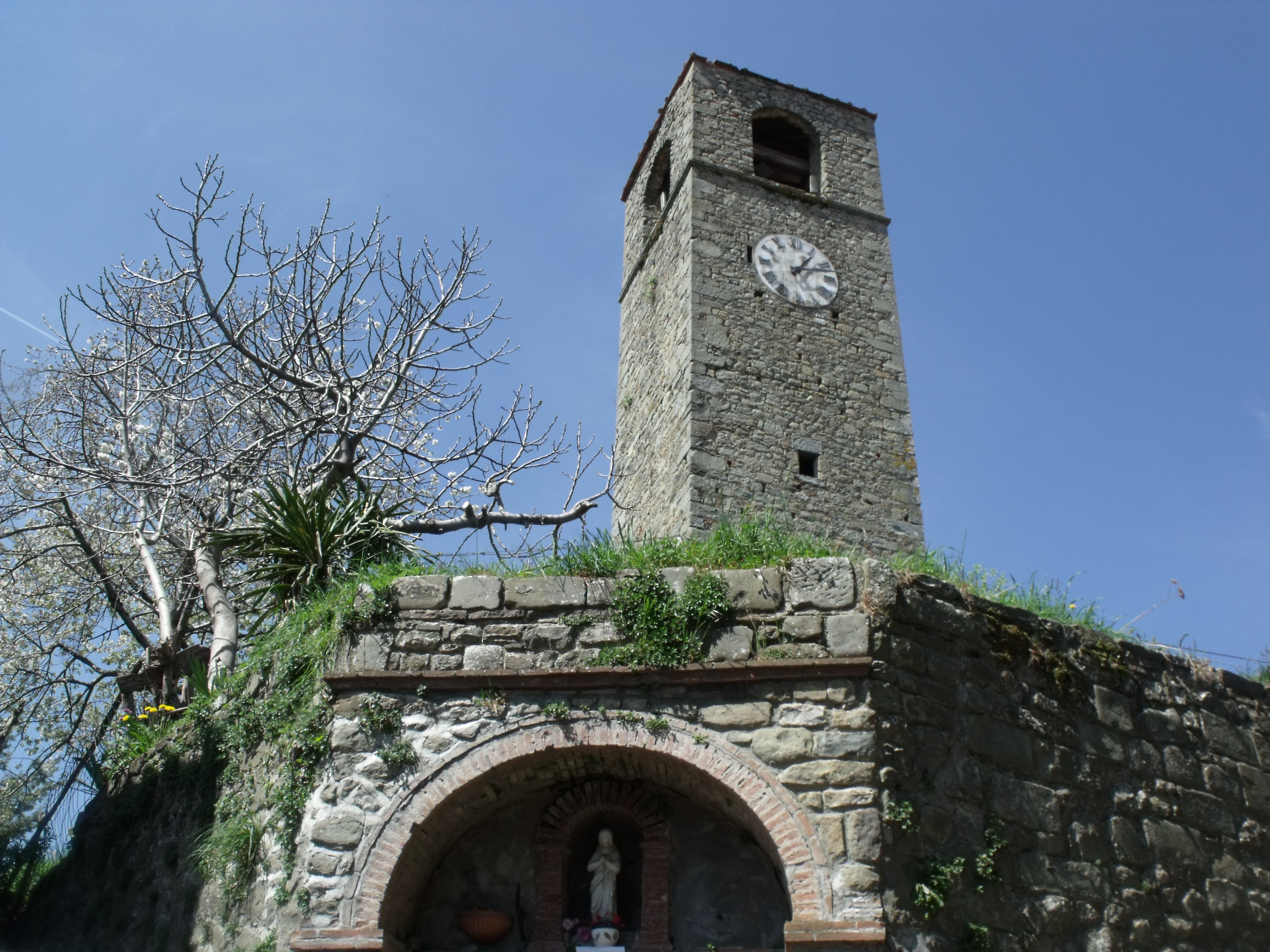
Der Uhrturm im Ortsteil Boveglio
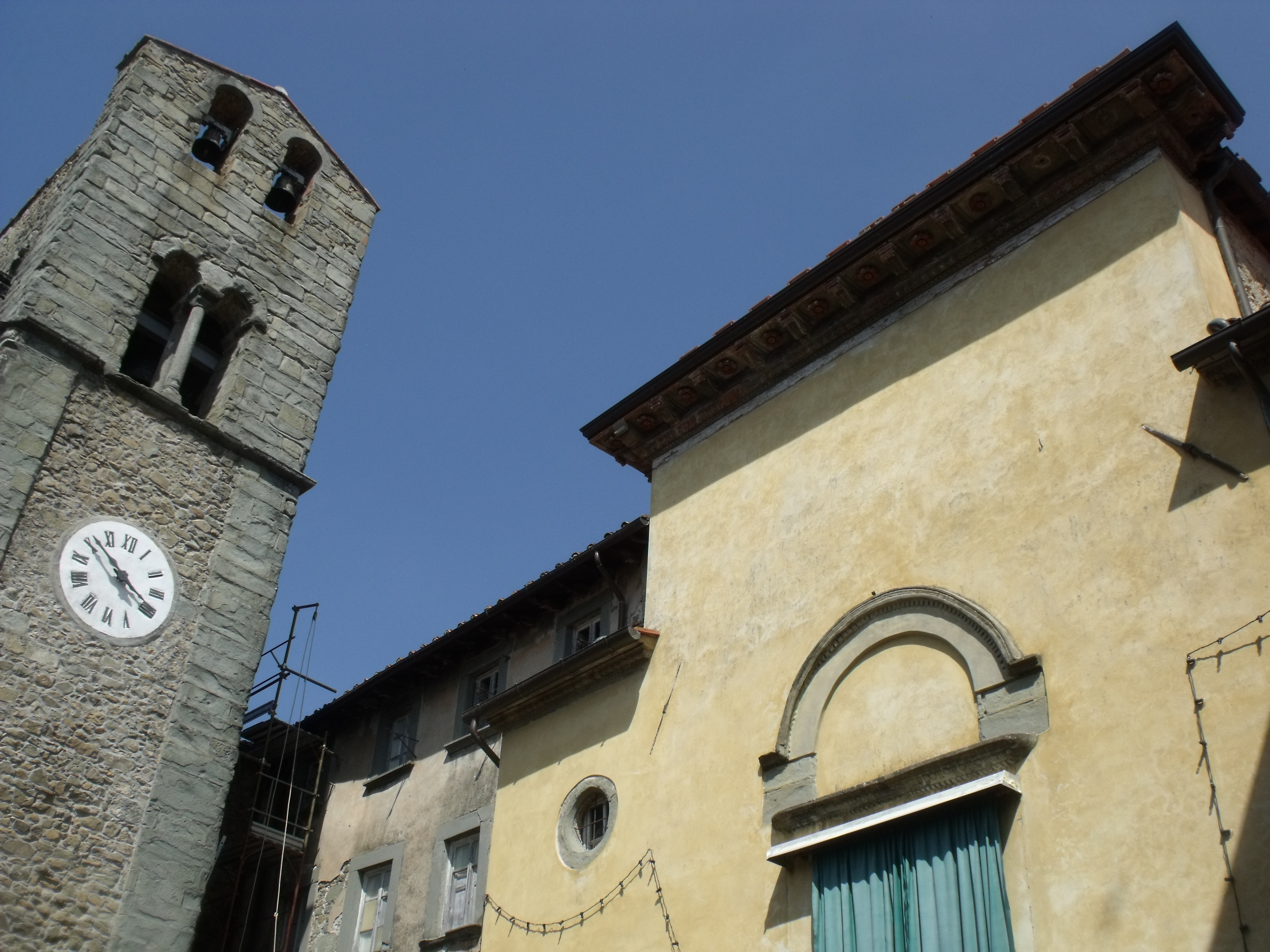
Die Kirche San Michele im Ortsteil Colognora
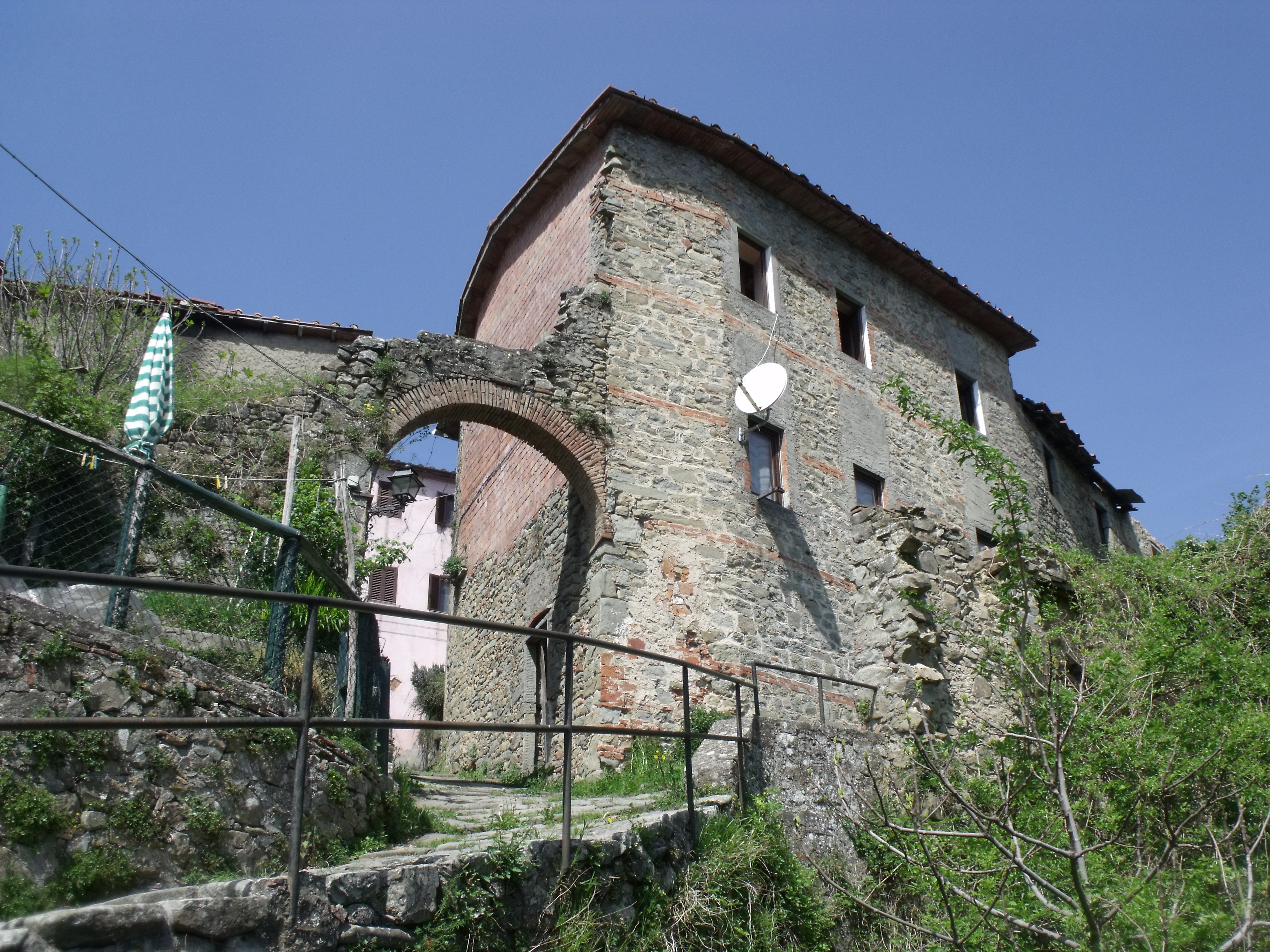
Erhaltenes Tor der Befestigung in Colognora
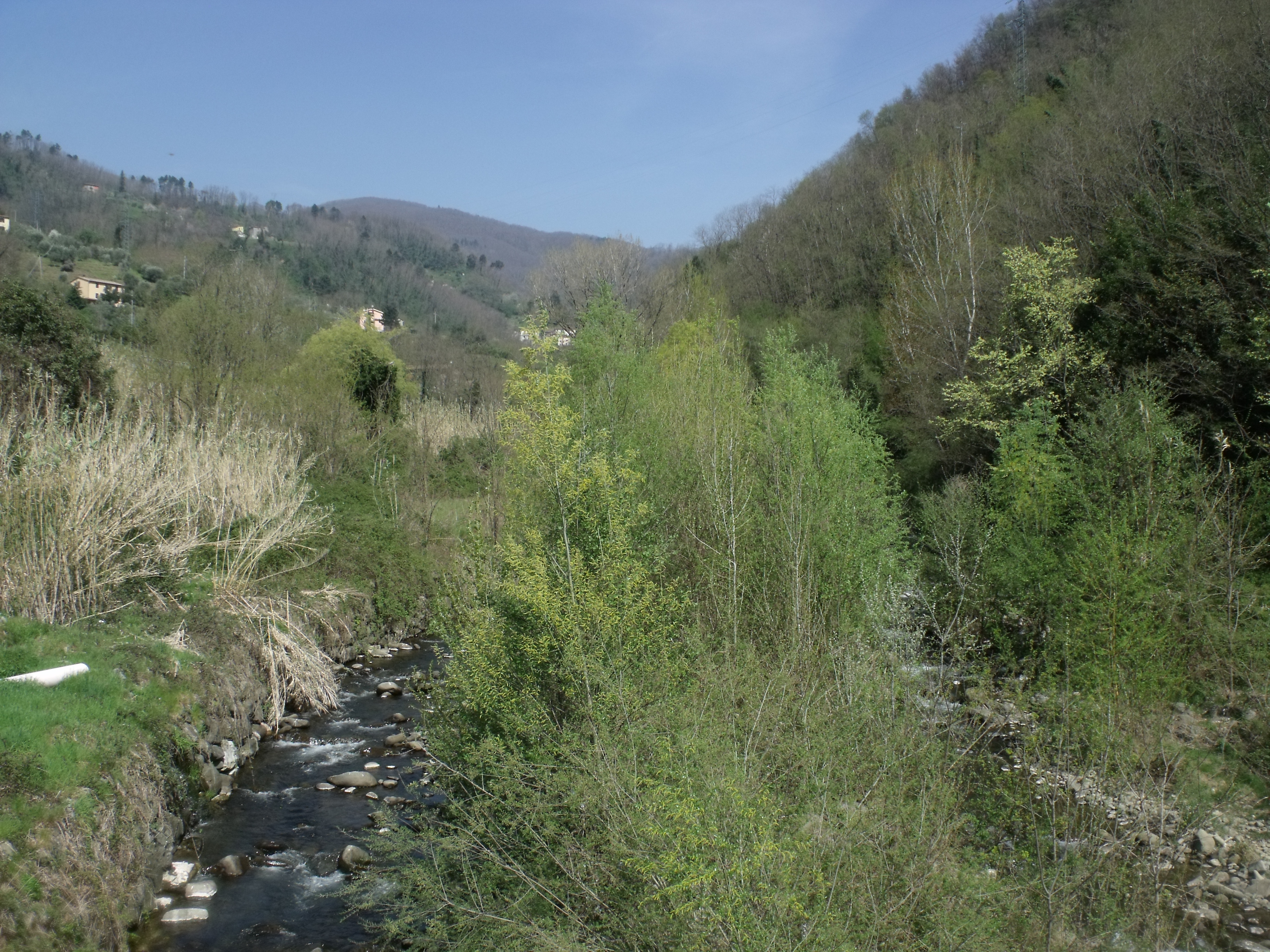
Der Fluss Pescia di Collodi (auch Pescia minore genannt)

## Wirtschaft
Im Mittelalter war der Ort bekannt für die Herstellung von Eisen und Waffen, insbesondere von Schwertern. Vom 14. Jahrhundert an bis 1985 war der Ort zudem eine wichtige Produktionsstätte der Papierindustrie.

## Persönlichkeiten
- Pietro Perna (vor 1522–1582), Buchhändler, Verleger und Buchdrucker in Basel
- Antonio Franchi (1638–1709), Maler